# Ursins
Els ursins (Ursinae) són una subfamília de carnívors de la família dels ossos (Ursidae). Aquest grup conté sis espècies vivents que es diferencien per la seva morfologia i ecologia, però s'han donat casos d'hibridació entre algunes espècies. En estat natural s'han observat híbrids d'ossos bruns i ossos polars, d'una banda, i d'ossos del Tibet i ossos malais, de l'altra. En captivitat, hi ha hagut híbrids d'altres espècies, que en alguns casos han estat fèrtils.